# Helicopis endymiaena
Helicopis endymiaena is een vlindersoort uit de familie van de prachtvlinders (Riodinidae), onderfamilie Riodininae.
Helicopis endymiaena werd in 1819 beschreven door Hübner.